# Walk Away (Franz Ferdinand)
Walk Away is een nummer van de Schotse indierockband Franz Ferdinand uit 2005. Het is de tweede single van hun tweede studioalbum You Could Have It So Much Better.
Het nummer doet ietwat jaren '80 aan, en is geïnspireerd uit The Model van Kraftwerk. Franz Ferdinand-frontman Alex Kapranos is groot bewonderaar van Kraftwerk en heeft ooit gezegd: "Vergeet Dylan, Bowie, The Beatles, The Stones en Elvis. De mannen die moderne popmuziek maakten zoals het vandaag klinkt, zijn Kraftwerk". "Walk Away" is één van de ballads op het album, en de eerste single in rustiger tempo die Franz Ferdinand uitbrengt. Het nummer werd vooral een hit in hun thuisland het Verenigd Koninkrijk, waar het de 13e positie behaalde. In Nederland was het minder succesvol met een 84e positie in de Single Top 100, terwijl in Vlaanderen de 8e positie in de Tipparade werd gehaald.